# Constantin Popescu (regizor)
Constantin Popescu Jr., pe numele său real Constantin C. Popescu, (n. 15 decembrie 1973, București, România) este un regizor și scenarist român.

## Biografie
A absolvit Facultatea de Limbi și Literaturi Străine din cadrul Universității București, în anul 1997, unde urmează și un masterat  de Studii culturale britanice. În 2002, debutează ca prozator cu romanul Mesteci și respiri mai ușor (Editura Cartea Românească), premiat de Asociația Scriitorilor din București și de revista "Cuvântul" și nominalizat la premiile pentru debut ale Uniunii Scriitorilor din România. În acestă perioada colaborează ca asistent de producție și asistent de regie cu Lucian Pintilie, Șerban Marinescu și, ca regizor secund cu Ioan Cărmăzan.
În anul 2004, scrie și regizează primul scurtmetraj, care se numește Apartamentul, în semn de omagiu pentru regizorul american Billy Wilder. Filmul obține Marele premiu al juriului la Festivalul Internațional de Scurtmetraj de la Veneția, Premiul pentru cel mai bun scenariu la Festivalul Independent "Anonimul", Premiul pentru debut în film românesc la Festivalul Internațional de Film "Transilvania" (Cluj), Premiul pentru debut și Premiul pentru cea mai buna imagine ale UCIN și un Premiu de excelență al CNC.

## Filmografie

### Regizor
- Apartamentul (2004)
- Canton (2004)
- Drezina (2006)
- Apă (2007)
- Fața galbenă care râde / The Yellow Smiley Face (2008)
- Amintiri din Epoca de Aur 1: Tovarăși, frumoasă e viața! (2009) - „Legenda milițianului lacom”
- Principii de viață (2010)
- Portretul luptătorului la tinerețe (2010)
- Pororoca (2017)

### Scenarist
- Apartamentul (2004)
- Lotus (2004)
- Portretul luptătorului la tinerețe (2009)

### Producător
- Prea târziu (1996) - producător executiv
- Terminus Paradis (1998) - producător executiv
- Niki Ardelean, colonel în rezervă (2003) - producător executiv
- Portretul luptătorului la tinerețe (2009)